# 薩拉茨格里瓦
薩拉茨格里瓦是拉脫維亞的城鎮，位於該國北部的薩拉察河畔，距離首都里加104公里，毗鄰與愛沙尼亞接壤的邊境，面積12.57平方公里，2011年人口3,269。

## 外部連結
- Salacgrīva City Website （页面存档备份，存于）